# (48778) Shokoyukako
(48778) Shokoyukako (1997 RE) – planetoida z pasa głównego asteroid okrążająca Słońce w ciągu 4,68 lat w średniej odległości 2,8 j.a. Odkryta 1 września 1997 roku.